# Шајковац
Шајковац (алб. Shajkoc) је насељено место у општини Подујево, Косово и Метохија, Република Србија.

## Демографија
| Демографија | Демографија | Демографија |
| Година      | Становника  | Становника  |
| ----------- | ----------- | ----------- |
| 1948.       | 726         |             |
| 1953.       | 819         |             |
| 1961.       | 896         |             |
| 1971.       | 1.053       |             |
| 1981.       | 1.259       |             |
| 1991.       | 1.403       |             |